# La Malédiction (film, 1940)
Pour les articles homonymes, voir Malédiction (homonymie).
Série Mr. Wong
The Fatal Hour
(1940) Phantom of Chinatown (en)
(1940)
Pour plus de détails, voir Fiche technique et Distribution.
La Malédiction (Doomed to Die) est un film américain réalisé par William Nigh, sorti en 1940, avec Boris Karloff dans le rôle-titre, c'est le cinquième film de la série des Mr. Wong qui en compte six.
Ce détective sino-américain fictif est une création de Hugh Wiley (1884-1968), c'est le personnage principal d'une vingtaine de nouvelles publiées d'abord dans le magazine Collier's en 1934 et 1935.

## Synopsis
Lorsque le directeur d'une compagnie maritime est assassiné dans son bureau, l'identité du tueur semble évidente. Le tueur, Roméo, est le fiancé de la fille du directeur, qui refusait de leur donner sa bénédiction. Juliette demande alors à M. Wong d'enquêter car elle espère qu'il sera capable de prouver que son bien-aimé n'a pas tué son père.
Le meurtre a eu lieu quelques jours après que le Wentworth Castle, l'un des paquebots de la compagnie, a pris feu et a coulé entraînant dans la mort plus de 400 passagers. Wong reçoit des informations importantes du chef d'un puissante société secrète chinoise qui le conduisent à d'autres suspects. Le chef Tong dit à Wong qu'un de ses membres faisait passer en contrebande, à bord du Wentworth Castle une grande quantité de fonds issus du banditisme pour les blanchir aux États-Unis . Le contrebandier a survécu au naufrage mais a disparu avec l'argent. Le détective découvrira par la suite de multiples conspirations au sein de la compagnie maritime tout en parvenant à prouver que le fiancé n'est pas le meurtrier.

## Fiche technique
- Titre original : Doomed to Die
- Réalisation : William Nigh
- Scénario : Michael Jacoby et Ralph Gilbert Bettison
- Photographie : Harry Neumann
- Pays de production : États-Unis
- Format : Noir et blanc - 1,37:1 - Mono
- Genre : policier
- Date de sortie : 1940

## Distribution
- Boris Karloff : James Lee Wong
- Marjorie Reynolds : Roberta 'Bobbie' Logan
- Grant Withers : Capt. William Street
- William Stelling : Dick Fleming
- Catherine Craig : Cynthia Wentworth
- Guy Usher : Paul Fleming
- Henry Brandon : Attorney Victor Martin
- Kenneth Harlan : Ludlow
- Richard Loo : Tong Leader
- Gibson Gowland : Docteur (non crédité)
- Angelo Rossitto (non crédité)